# Масабаев, Асет Дуйсебекович
Асет Дуйсебекович Масабаев (каз. Әсет Дүйсебекұлы Масабаев; род. 27 апреля 1984, Алматинская область, Казахская ССР) — казахстанский государственный деятель, аким Медеуского района города Алматы (2020—2022) и города Талдыкоргана (2022—2023).

## Биография
Родился 27 апреля 1984 года в Алматинской области.

### Образование
В 2008 году окончил Алматинский энергетический и телекоммуникационный институт по специальности «Электрэнергетические системы и сети», в 2014 году — Академию экономики и права по специальности «Финансы», а также Российский университет дружбы народов по специальности «Юриспруденция».

### Трудовая деятельность
Трудовую деятельность начал в 2007 году электромонтером в АО «Алматы электрические станции».
В 2008—2010 гг. — главный энергетик ТОО «Наз», технический директор ТОО «Алмаз и КЮС».
С 2010 по 2013 годы прошел путь от и. о. ведущего специалиста до начальника отдела энерго-, теплоснабжения Управления энергетики и коммунального хозяйства города Алматы.
В 2013—2019 гг. — заместитель акима Жетысуского и Медеуского районов, главный инспектор акима города Алматы, руководитель Управления природных ресурсов и природопользования города Алматы, заместитель руководителя Управления энергоэффективности и инфраструктурного развития города Алматы.
В 2019—2020 гг. — руководитель Управления энергоэффективности и инфраструктурного развития города Алматы.
В 2020—2022 гг. — аким Медеуского района города Алматы.
С 4 марта 2022 года по 30 июня 2023 года — аким города Талдыкоргана.
В 2024—2025 гг. — управляющий директор частной компании «ULKEN GROUP LTD».
С 23 января 2025 года — заместитель акима Алматинской области.